# Óscar Salinas (Fußballspieler)
Óscar Fernando Salinas Aguilar (* 26. Juni 1988 in Curacaví) ist ein chilenischer Fußballspieler auf der Position des Flügelstürmers.

## Karriere
Óscar Salinas kam 2006 aus der Jugend in die Profimannschaft von Deportes Melipilla unter Trainer Luis Musrri, die direkt die Meisterschaft der Primera B und den Aufstieg in die Primera División schaffte. Danach spielte der Offensivakteur für viele weitere Klubs aus der Primera División und der Primera B. 2020 sammelte er in Bolivien bei Oriente Petrolero seine einzige Auslandserfahrung. Noch im selben Jahr kehrte Salinas nach Chile zum CD Cobresal, für den er bereits 2012 aufgelaufen war, zurück. Seit 2024 spielt der Angreifer für Deportes Recoleta.

## Erfolge
Deportes Melipilla
- Primera B: 2006

Unión Temuco
- Tercera División: 2009

## Auszeichnungen
- Torschützenkönig der Tercera División: 2009, 2011